# Elezioni locali in Corea del Nord del 1979
Le elezioni delle assemblee popolari cittadine, delle contee e dei distretti in Corea del Nord del 1972 si tennero il 12 dicembre. 
Furono eletti 24 247 deputati delle assemblee popolari delle città, delle contee e dei distretti.
L'affluenza fu del 100% e i candidati ricevettero un tasso di approvazione del 100%. 